# Les Seigneurs des Sith
Les Seigneurs des Sith (titre original : Lords of the Sith) est un roman de science-fiction de Paul S. Kemp s'inscrivant dans l'univers étendu de Star Wars. Publié aux États-Unis par Del Rey Books en 2015, puis traduit en français et publié par les éditions Pocket en 2016,, il se déroule quatorze ans avant la bataille de Yavin.